# Onobrychis baldshuanica
Onobrychis baldshuanica là một loài thực vật có hoa trong họ Đậu. Loài này được Sirj. miêu tả khoa học đầu tiên.